# Saga de Gunnlaugr Ormstunga

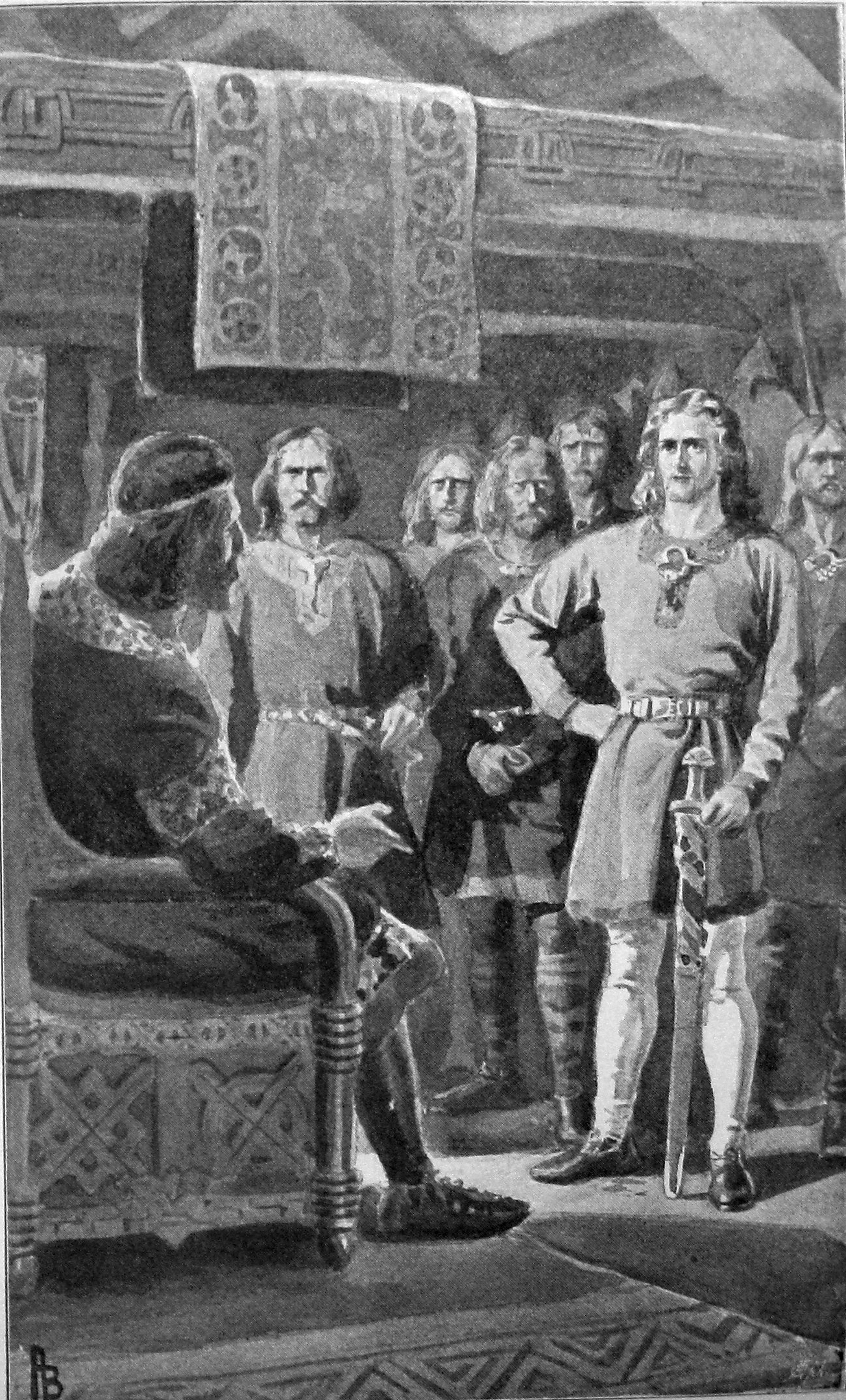
Dessin d'illustration de Andreas Bloch (1898)

La Saga de Gunnlaugr Ormstunga est une saga des Islandais dont la version nous étant parvenue fut écrite dans le dernier tiers du xiiie siècle,. La saga dépeint un conflit romantique entre le scalde (barde) Gunnlaugr Ormstunga, son rival Hrafn Önundarson et Helga Torsteinsdatter – surnommée « Helga la belle » – dans le cadre d'une société tribale islandaise de l'an 1000, où tant une démocratie fonctionnelle qu'un système judiciaire étaient absents.

## Contexte
La saga est considérée conjointement avec la Saga de Bjarnar Hítdœlakappa, la Saga de Kormakr et la Saga de Hallfreðar, comme faisant partie des "sagas de scaldes" dont un barde est le personnage principal d'une histoire d'amour.
L'histoire de la rivalité entre Gunnlaugr et Hrafn est déjà connue depuis la Saga d'Egill, écrite avant 1240. L'intrigue a d'évidents points communs avec la Saga de Bjarnar Hítdœlakappa (approx. 1220), et l'auteur, anonyme, cite des vers de l'Edda de Snorri. Ceci indique qu'il y ait existé une version antérieure de cette histoire, que Snorri et l'auteur de la saga d'Egil connaissaient et ont cité. La version conservée de la saga de Gunnlaugr serait une version retravaillée de l'histoire plus ancienne. De telles adaptations sont attestées pour plusieurs des sagas sus-citées.
La saga est conservée dans deux différentes versions manuscrites, des xive et xve siècles. Les versions diffèrent à plusieurs égards. La plus vieille, considérée comme la meilleure, contient plusieurs digressions savantes, telles l'affirmation que la saga "est racontée par Ari Fróði". Les chercheurs ne s'accordent pas sur le caractère originel ou apocryphe des digressions.
Les poèmes sont fréquents au cours de la saga. La croyance dans le destin et les rêves jouent aussi un rôle important. Le combat pour Helga la belle est prédit par Thorstein Egilsson (le père d'Helga) dès le début de l'histoire. La saga comporte de nombreuses descriptions généalogiques et références aux évènements contemporains tels que l'introduction du christianisme et le règne des différents monarques.

## Intrigue
La saga, qui se déroule en Islande, débute par un rêve que le riche paysan Thorstein fait interpréter. Le rêve dit qu'il va bientôt avoir une belle et magnifique fille. Il mentionne également que des hommes vont perdre la vie dans une lutte pour en faire leur femme. Thorstein va tenter d'empêcher la prédiction de devenir réalité. Bientôt, sa femme Jofrid donne naissance à une fille, Helga, il souhaite alors que l'enfant soit abandonné dans les bois et demande à Jofrid de s'en charger. Jofrid n'a pas le cœur à cela, et confie l'enfant aux soins d'une ferme dans les environs, sans en informer Thorstein. Il ne s'en rend compte que six ans plus tard, mais ne porte pas rancune à Jofrid lorsqu'il réalise à quel point l'enfant est ravissante.
Au fil des années, Helga devient une proche amie de Gunnlaugr Ormstunga, qui a le même âge. Celui-ci finit par demander la main d'Helga à Thorstein. Thorstein désapprouve que Gunnlaugr ait l'intention de voyager à l'étranger, et trouve de surcroît son caractère trop sanguin. Malgré cela, il lui accorde Helga, à la condition que Gunnlaugr revienne dans trois ans, avec un bon tempérament.
Gunnlaugr quitte adolescent l'Islande pour rencontrer rois et puissantes familles, tels Olof Skötkonung en Suède et Æthelred le Malavisé en Angleterre. Ce périple est entrepris pour prouver qu'il est assez mature pour pouvoir épouser Helga. Chez Olof Skötkonung, il rencontre le barde Hrafn Önundarson, qui est également islandais. Il insulte le poème favori de Hrafn alors que ce dernier le présentait au roi suédois. Hrafn jure de se venger. Sa revanche s'accomplit en retournant en Islande où il exige la main d'Helga, qui était promise à Gunnlaugr. Gunnlaugr est retardé par Æthelred en Angleterre en raison des menaces belliqueuses proférées par les Danois. Le soir du mariage entre Hrafn et Helga, Gunnlaugr rentre à la maison.
La saga se termine lorsque Hrafn et Gunnlaugr vont en Norvège pour se battre en holmgang, car les Islandais avaient tout juste interdit les duels. Hrafn est tué et Gunnlaugr subit de telles blessures qu'il meurt trois jours plus tard. Helga est mariée à un autre homme, Torkel, mais meurt ultérieurement de maladie, la tête sur les genoux de son mari en tenant le manteau que lui avait offert Gunnlaugr.